# Poranga nessimiani
Poranga nessimiani is een haft uit de familie Leptophlebiidae. De wetenschappelijke naam van de soort is voor het eerst geldig gepubliceerd in 2012 door Gonçalves & Da-Silva.
De soort komt voor in het Neotropisch gebied.